# Coppa del nonno
La coppa del nonno è un gelato industriale al gusto di caffè, contenuto e venduto in una confezione di plastica di colore marrone scuro a forma di tazzina da caffè. 
Il marchio è di proprietà della Nestlé; inizialmente il gelato era prodotto dalla Motta, successivamente dall'Antica Gelateria del Corso, che divenne il marchio dei prodotti gelatieri dell'azienda. È prodotto in Italia sin dagli anni cinquanta, più precisamente dal 1955.
La diffusione del prodotto ha determinato anche un uso del nome al di fuori del significato letterale: ad esempio l'espressione coppa del nonno è spesso usata nel gergo sportivo per indicare un trofeo di scarso valore.

## Promozione
Le prime pubblicità televisive del prodotto risalgono alla metà degli anni novanta, quando fu mandato in onda uno spot girato a Ostuni in cui si alternavano immagini di una festa di piazza sulle note del brano Joy (I feel good, I feel fine) di Gisella Cozzo suonata dai Peperoncino Studios. Per le campagne pubblicitarie successive (fino al 2011), è stata mantenuta la stessa colonna sonora ed è stato aggiunto lo slogan "nessuno come te".
La versione originale della coppa del nonno è stata disegnata a Milano dal disegnatore Valentino Gastaldi, che lavorava per Motta.

## Varietà

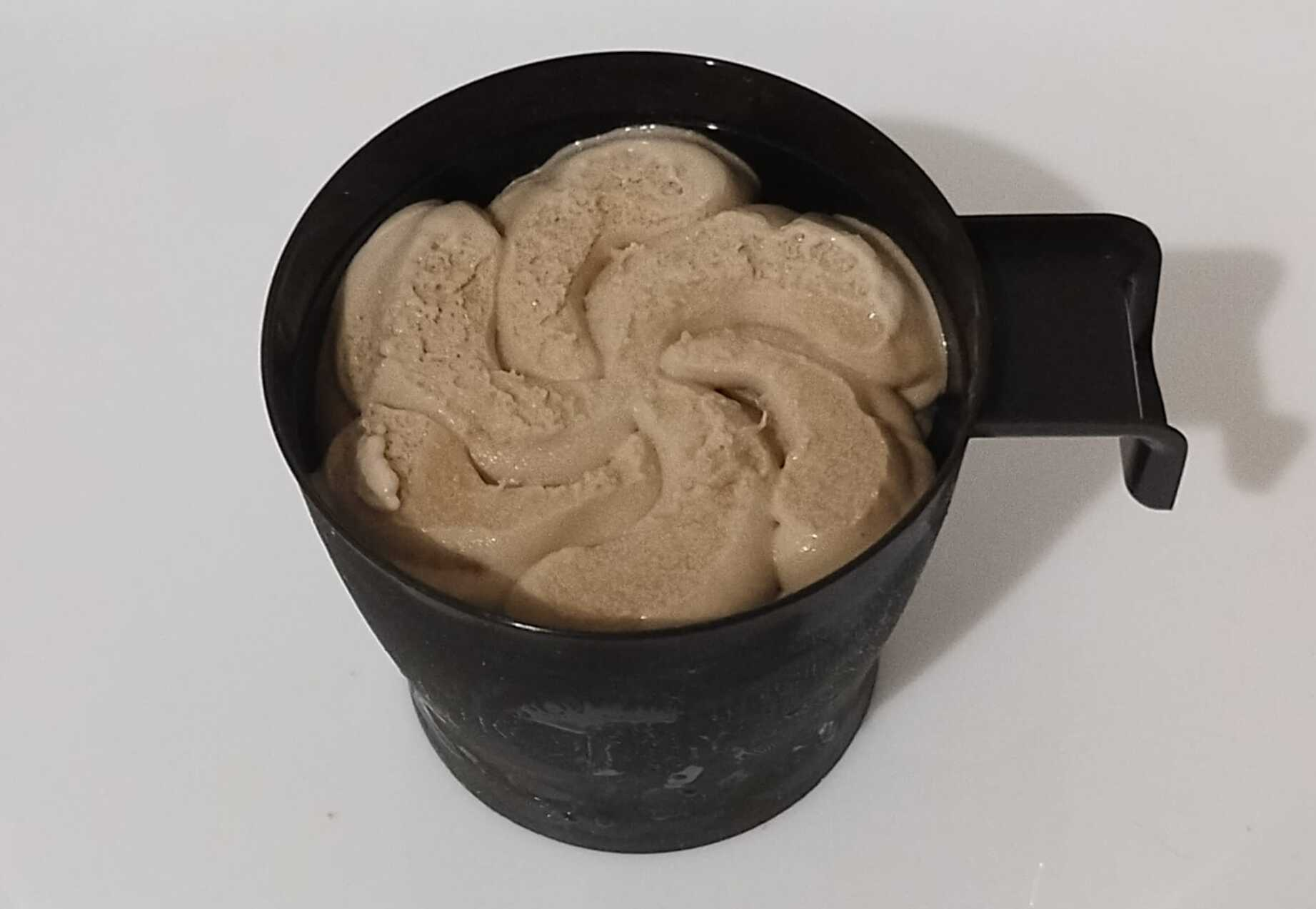
Coppa del nonno

Attualmente sono prodotte due diverse varianti della coppa del nonno: alla variante "classica" al caffè, negli anni molto addolcita rispetto ai decenni precedenti, si è aggiunta dal 2004 la versione al cappuccino, che contiene anche gelato al latte. La coppa del nonno classica è venduta singolarmente (nei bar), in multipack da quattro confezioni singole e in vaschette da mezzo chilo, mentre quella al cappuccino, che in passato è stata venduta per alcuni anni nei bar come prodotto singolo, si può trovare solo come multipack.